# Pygommatius comosus
Pygommatius comosus är en tvåvingeart som först beskrevs av Scarbrough och Marascia 2003.  Pygommatius comosus ingår i släktet Pygommatius och familjen rovflugor. Inga underarter finns listade i Catalogue of Life.